# George Wallace
George Corley Wallace, född 25 augusti 1919 i Clio, Alabama, död 13 september 1998 i Montgomery, Alabama, var en amerikansk demokratisk politiker, mest känd som Alabamas guvernör 1963–1967, 1971–1979 och 1983–1987, och delstatens guvernörsmake ("förste gentleman") 1967–1968. Han gjorde två uppmärksammade och förhållandevis framgångsrika försök att bli vald till USA:s president, dels 1968 och dels 1972.

## Biografi
George Wallace deltog i andra världskriget som pilot. Han valdes första gången till Alabamas representanthus 1946. Hans första försök att nå guvernörsposten 1958 misslyckades, då demokraternas favorit John Malcolm Patterson hade stöd av det mäktiga Ku Klux Klan, som Wallace hade uttalat sig emot. Wallace hade vid detta val stöd av den afroamerikanska intresseorganisationen NAACP. 1962 nominerades han till demokratisk kandidat, vann valet utan svårigheter och gjorde sig ökänd som försvarare av rassegregationen under 1960-talets oroligheter angående söderns rasåtskillnadspolitik. Alabamas konstitution tillät vid denna tid inte att innehavaren av guvernörsposten ställde upp till omval. 1966 ställde därför hans hustru Lurleen Wallace istället upp som kandidat. Efter en kortare tid som guvernör avled hon 1968 i cancer på ett sjukhus i Alabama med sin make vid sin sida. 
Wallace ställde upp i presidentvalet 1968 för American Independent Party med ett populistiskt program som försvarade rassegregationen och erhöll drygt 13,5 procent av rösterna och en mycket högre andel i Sydstaterna. Efter att överlägset ha vunnit guvernörsvalet 1970 försökte han bli nominerad som demokraternas presidentkandidat i valet 1972, då den republikanske presidenten Richard Nixon ställde upp för omval. Wallace var en tid favorit med primärvalssegrar i bland annat Florida och Michigan. Den 15 maj, när segern verkade vara inom räckhåll, sköts Wallace fem gånger av en attentatsman. Skotten förlamade Wallace under midjan, vilket tvingade honom att ge upp valkampanjen. Attentatsmannen Arthur Bremer blev dömd till 53 års fängelse (efter att den ursprungliga domen om 63 års fängelse överklagats), och frigavs villkorligt den 9 november 2007 efter att ha avtjänat 35 år i fängelse. Hans villkorliga dom upphör 2025.
Wallace kandiderade på nytt i de demokratiska primärvalen inför valet 1976 men kom inte över vare sig sin kontroversiella ställning som rasistikon eller de imageproblem som hans hälsotillstånd och funktionsnedsättning medförde, och kom trea efter Jimmy Carter och Jerry Brown. Han bibehöll emellertid sin ställning i Alabama och övergav slutgiltigt sin rasistiska linje efter att ha blivit pånyttfött frälst och bad svarta ledare om ursäkt för sina handlingar och uttalanden. Hans sista comeback var som demokratisk kandidat och segrare i guvernörsvalet 1982 med ett stort stöd från svarta väljare.

## I populärkultur
Låtarna "The Three Great Alabama Icons" och "Wallace" på rockbandet Drive-By Truckers tredje album "Southern Rock Opera" handlar helt eller delvis om George Wallace.
George Wallace förekommer som karaktär i filmen Selma där han spelas av Tim Roth.